# 布卢瓦尔
布卢瓦尔（法語：Bouloire，法語發音：[bulwaʁ]）是法国萨尔特省的一个市镇，属于马梅尔斯区。

## 地理
布卢瓦尔（47°58'25"N, 0°32'57"E）面积26.77 平方千米，位于法国卢瓦尔河地区大区萨尔特省，该省份为法国西北部内陆省份，北起顺时针与奥恩省、厄尔-卢瓦省、卢瓦-谢尔省、安德尔-卢瓦尔省、曼恩-卢瓦尔省和马耶讷省接壤，是法国大西部的入口，连接卢瓦尔河谷、布列塔尼和巴黎盆地。
与布卢瓦尔接壤的市镇（或旧市镇、城区）包括：圣米歇尔德沙韦涅、叙尔丰、梅里兹河畔勒布雷伊、库德勒雪、埃科尔潘、迈松塞勒。
布卢瓦尔的时区为UTC+01:00、UTC+02:00（夏令时）。

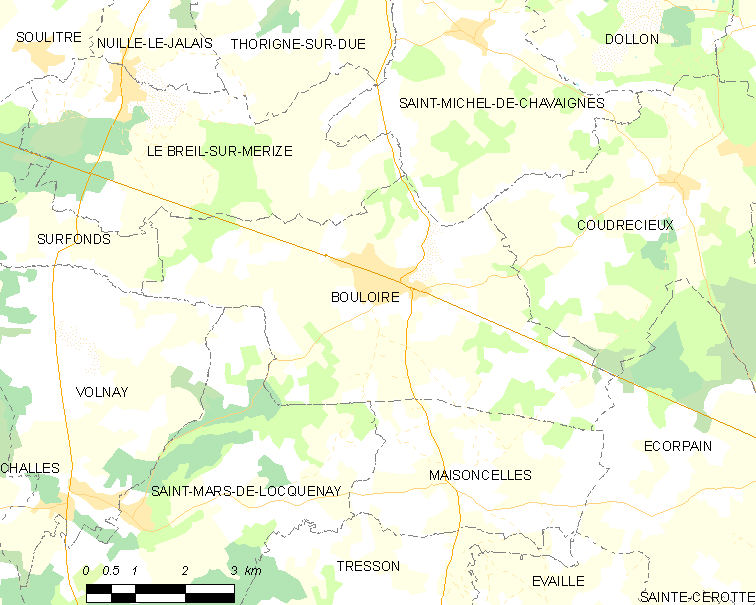
布卢瓦尔的OSM定位图

## 行政
布卢瓦尔的邮政编码为72440，INSEE市镇编码为72042。

## 政治
布卢瓦尔所属的省级选区为圣卡莱县。

## 人口

1962-2008年间布卢瓦尔人口变化图示

布卢瓦尔于2022年1月1日时的人口数量为2121人。